# Digital BETACAM
Digital BETACAM（デジタルベータカム）とはSDTV対応の放送および映像制作用デジタルVTR規格の一つである。「デジベ」ないしは「デジベタ」と略される。
1993年にソニーが放送用ビデオ機器としてデファクトスタンダードになったBetacam、Betacam SPの後継を狙って開発、商品化された。10bit量子化のデジタルコンポーネント（YCbCr 4:2:2）記録方式を採用している。音声は4チャンネル。ビデオテープ上へは入力のデジタルコンポーネント映像信号のビットレートを約1/2に低減しDCT圧縮（不可逆圧縮）したのち記録されているが、視覚上の劣化は低く抑えられている。この圧縮方式は既存のビデオ編集機でフレーム単位の編集が行えるようイントラフレーム圧縮方式（フレーム内圧縮方式）で行われており、後継のBetacam SXなどのようなMPEG-2は採用されていない。
使用するビデオカセットの大きさはBetacamと同一であるが、Digital BETACAM対応カセットであることを識別するための検出孔が追加された。カセットのボディは青灰色、リッドは黒色である。BetacamとBetacam SPフォーマットの再生に対応した機種もある。
ソニーは「D-1、D-2」のようにDigital BETACAMをD-4と銘打ちをしたかったのだが、LTC（タイムコード）の記録方式がアナログであったためD-4という規格名にする事は許されなかった。D-4が欠番なのはこの為である。
実際の運用ではコンポーネント記録のためドラマの収録やクロマキー映像合成の素材送出、比較的予算の少ないCMの収録も多く、アニメのマスターテープとしては半ば標準フォーマットとして広く使われ、DVDのマスターテープとしても標準的といえる。送出では、メディアコストの高いD-2では地方局での制作実情にそぐわないため非常に運用が多い。スカパー!でも加入者が多く予算のあるチャンネルで採用が多い。